# Ilex wilsonii
Ilex wilsonii är en järneksväxtart som beskrevs av Ludwig Eduard Loesener. Ilex wilsonii ingår i släktet järnekar, och familjen järneksväxter. Utöver nominatformen finns också underarten I. w. handel-mazzettii.